# Микроеволюция
Микроеволюцията е настъпването на малки промени в алелната честота в една популация, в рамките на няколко поколения. Микроеволюцията е промяна на или под ниво вид.
Тези промени могат да се дължат на следните процеси: мутации, естествен отбор, изкуствен отбор, миграция и генетичен дрейф, популационни вълни. Микроеволюцията включва съвкупност от процеси и явления, които протичат вътре във вида, при което се отчита появата на нови видове или стабилизирането на старите. При микроеволюцията се отчитат процесите в ограничени територии и за сравнително кратки периоди от време.
Популационната генетика е клон на биологията, който дава математичната структура за изучаване на процеса на микроеволюцията.
|  | Тази страница частично или изцяло представлява превод на страницата Microevolution в Уикипедия на английски. Оригиналният текст, както и този превод, са защитени от Лиценза „Криейтив Комънс – Признание – Споделяне на споделеното“, а за съдържание, създадено преди юни 2009 година – от Лиценза за свободна документация на ГНУ. Прегледайте историята на редакциите на оригиналната страница, както и на преводната страница, за да видите списъка на съавторите. ВАЖНО: Този шаблон се отнася единствено до авторските права върху съдържанието на статията. Добавянето му не отменя изискването да се посочват конкретни източници на твърденията, които да бъдат благонадеждни. |